# Pimelodus pictus
Pimelodus pictus ofta marknadsförd i handel som Pictusmal, är en art i familjen antennmalar (Pimelodidae) och relativt vanlig som akvariefisk. Honorna är större än hanarna och de kommer ursprungligen från Peru och Colombia. Även om det inte är dokumenterat, är de sannolikt under leken romspridare.